# Hexatoma moriokana
Hexatoma moriokana là một loài ruồi trong họ Limoniidae. Chúng phân bố ở miền Cổ bắc.